# Eumerus brincki
Eumerus brincki är en tvåvingeart som beskrevs av Hull 1964. Eumerus brincki ingår i släktet månblomflugor, och familjen blomflugor. Inga underarter finns listade i Catalogue of Life.